# Android Gingerbread
Android «Gingerbread» (версия 2.3) — седьмая версия мобильной операционной системы Android, разработанная Google и выпущенная в декабре 2010 года. В выпуске Gingerbread была представлена поддержка протокола NFC который используется в мобильных платёжных системах, и протокол инициации сеанса (SIP), используемый в VoIP-телефонии. Также появилась поддержка нескольких камер в устройстве.
Смартфон Nexus S, выпущенный в 2010 году, был первым телефоном из линейки Google Nexus, который запускал Gingerbread, а также первым из линейки со встроенной функциональностью NFC.
С января 2017 года Сервисы Google Play не поддерживаются, а массовый выход приложений на 2.3 закончился в 2018 году, на 2.3.3 в августе 2019. Google прекратил поддержку входа в Gingerbread 27 сентября 2021 года. По состоянию на август 2023 года статистика, опубликованная Google, показывает, что около 0.1% всех устройств Android, не имеющих доступ к Google Play, используют Gingerbread.

## Подробности
В версии Gingerbread появилась поддержка беспроводной связи ближнего действия (NFC), используемой в мобильных платежных решениях, и протокола инициирования сеанса (SIP), используемого в интернет-телефонах VoIP. 
Пользовательский интерфейс Gingerbread был усовершенствован, что сделало его более простым в освоении, быстрым в использовании и более энергоэффективным. Упрощенная цветовая схема с черным фоном придала яркость и контрастность панели уведомлений, меню и другим компонентам пользовательского интерфейса. Улучшения в меню и настройках привели к более легкой навигации и управлению системой.
Смартфон Nexus S, выпущенный в декабре 2010 года, стал первым телефоном из линейки Google Nexus, работающим на платформе Gingerbread, а также первым телефоном из линейки со встроенной функцией NFC. 
По данным статистики Google, по состоянию на октябрь 2022 года 0,11% всех устройств Android, имеющих доступ к Google Play, работали на базе Gingerbread. Google прекратил поддержку входа в Gingerbread 27 сентября 2021 года.

## Изменения

### 2.3
- Обновлённый дизайн пользовательского интерфейса.
- Поддержка высоких размеров экранов и разрешений (WXGA и выше).
- Встроенная поддержка протокола SIP VoIP-телефонии.
- Поддержка проигрывания видео форматов WebM/VP8, а также поддержка аудио стандарта AAC.
- Новые звуковые эффекты: реверберация, эквалайзер, виртуализация наушников, усиление басов.
- Поддержка стандарта NFC.
- Системная поддержка копирования и вставки.
- Переработанная программная клавиатура с поддержкой нескольких касаний.
- Улучшена поддержка встроенной разработки кода.
- Улучшения для разработчиков игр в области аудио, графической части и ввода информации.
- Параллельная сборка мусора для улучшения производительности.
- Встроенная поддержка большинства сенсоров (например, гироскопы и барометры).
- Менеджер скачивания для длительных загрузок.
- Улучшено управление питанием и контроль за приложениями.
- Встроенная поддержка нескольких камер.
- Переход с файловой системы YAFFS на ext4.
- Обновление API до версии 9

### 2.3.1
- Исправлены ошибки.

### 2.3.2
- Исправлены ошибки SMS/MMS.

### 2.3.3
- Некоторые улучшения и API для платформы Android 2.3.
- Обновление API до версии 10

### 2.3.4
- Видео и голосовой чат для Google Talk.

### 2.3.5
- Улучшения производительности сетевого стека для аппарата Nexus S 4G, другие изменения и улучшения.
- Исправлен баг Bluetooth на Samsung Galaxy S.
- Улучшено приложение Gmail.
- Исправлена проблема с часовыми поясами (GMT+3 и GMT+4).

### 2.3.6
- Исправлен баг голосового поиска.
- Появилось пасхальное яйцо, которое находится в пункте «О телефоне» в настройках (в этой версии — просто рисунок)

### 2.3.7
- Добавлена поддержка платежной системы Google Wallet для аппарата Nexus S 4G.